# 4149 Harrison
4149 Harrison је астероид главног астероидног појаса чија средња удаљеност од Сунца износи 2,664 астрономских јединица (АЈ).
Апсолутна магнитуда астероида је 12,3.